# Контрофино (Терамо)
Контрофино (итал. Controfino) је насеље у Италији у округу Терамо, региону Абруцо.
Према процени из 2011. у насељу је живело 31 становника. Насеље се налази на надморској висини од 167 м.